# 杜友樵旧居
杜友樵旧居建于1928年，是原孙传芳五省联军总司令部秘书长杜友樵在天津的故居，始建于1930年，坐落于原天津英租界的加的夫道（Cardiff Road）（今和平区长沙路42号），该建筑现为一般保护等级历史风貌建筑。

## 建筑
杜友樵旧宅为砖混结构西式三层楼房，左侧局部为二层并建条状平台。建筑平面为边多角形，顶部为平顶出檐。建筑外立面为青砖砌筑，建筑入口处设有夹角，门口的台基上设有4棵高柱从而形成柱式门厅。中华人民共和国成立后，该建筑成为大杂院，目前，附近的居民仍称之为“杜家大院”。